# Księżniczka Peach
Księżniczka Peach (ang. Princess Peach; inne tłum. Księżniczka Muchomorka, Ślicznotka) – postać ze świata Mario.
Pierwszy raz pojawiła się w grze Super Mario Bros. Ukochana Mario. Włada Mushroom Kingdom, jest często porywana przez Bowsera. Rzadko kiedy przydarza jej się walczyć, choć potrafi to robić, choćby w Super Mario RPG i Super Mario Bros. 2 (do tego celu używa najczęściej parasola lub patelni). Jej opiekunem jest Toadsworth. W Mario & Luigi prawie została porwana, ale udało jej się w ostatniej chwili ukryć. Podobnie jak Toadsworth musi pilnować, by żaden Toad nie popełnił żadnego głupiego błędu. Imię Toadstool nigdy nie pojawiło się w japońskich wersjach gier. To błąd w tłumaczeniu imienia Peach, który został naprawiony (Toadstool jako imię występowało do Yoshi’s Safari). Tak oto Toadstool stało się nazwiskiem księżniczki, a Peach imieniem. Peach nie jest pierwszą dziewczyną Mario: w Donkey Kong Mario musiał uratować Pauline, swoją pierwszą dziewczynę, a w Super Mario Land Mario uratował księżniczkę Daisy.

## Dane statystyczne postaci
- Imię i nazwisko: Peach Toadstool
- Debiut: Super Mario Bros. na NES.
- Rodzina: Mushroom King (ojciec), Toadsworth (opiekun, prawdopodobnie wujek)